# جيمس هربرت جونز
جيمس هربرت جونز (بالإنجليزية: James Herbert Jones)‏ هو لاعب كرة قدم أمريكية وسياسي أمريكي، ولد في 14 مارس 1920 بماغنوليا في الولايات المتحدة، وتوفي في 1 سبتمبر 2008. حزبياً، نشط في الحزب الديمقراطي.